# Frederik Sneedorff
Frederik Sneedorff (født 1. september 1760, død 15. juni 1792) var en dansk professor i historie.
Sneedorff var søn af den kendte statskundskabsprofessor og oplysningsskribent Jens Schielderup Sneedorff og fulgte tidligt en akademisk løbebane.
Faderen, der døde allerede da Sneedorff var fire år gammel, havde et indflydelsesrigt netværk af kontakter og åndsfæller, som sønnen nød godt af i sin akademiske karriere. Han blev hjulpet af Peder Kofod Ancher og muligvis arveprins Frederik, og historikeren Peter Frederik Suhm tog ham endda til sig som sin egen søn. Han knyttede også nære venskaber med andre studerende, deriblandt Oluf Worm, Rasmus Nyerup og Andreas Birch.

## Göttingen
I årene 1783 – 1786 befandt Sneedorff sig i Göttingen hvor han ved dansk stipendium studerede ved universitet der. Her blev han stærkt inspireret af de mange internationalt anerkendte professorer, og blev også påvirket af de stærke oplysningstanker som florerede her. Især overbibliotekaren ved universitetets bibliotek Christian Gottlob Heyne knyttede han stærke bånd til, og denne lod ham også anvende bibliotekets værdifulde samlinger udenfor den normale åbningstid. Sneedorff skrev breve hjem til vennerne i Danmark og disse blev senere trykt i hans samlede værker (1. del).

## Forelæsninger ved universitetet
I 1787 begyndte Sneedorff at holde forelæsninger som privatdocent. De blev trykt med titlen Forelæsningerne over de vigtigste Statsrevolutioner i de sidste tre Aarhundreder (Samlede Værker, 3. del), og er Sneedorffs egentlige historiske hovedværk. Især det andet bind af dette værk med dens gennemgang af de forskellige statsomvæltninger og revolutioner i det 18. århundrede var en nyskabelse indenfor dansk historieskrivning. I modsætning til de fleste andre danske historikere i perioden, som for eksempel Suhm og Jacob Langebek, beskæftigede Sneedorff sig med den nyere tid. Sneedorff mente at den nyere tids historie ville være langt vigtigere at studere for filosoffen, statsmanden og krigeren, fordi den bedre ville kunne åbenbare årsagsammenhængen og desuden havde større almen interesse.
Forelæsningerne blev en stor succes, og var første gang at en privatdocent uden fast tilknytning til universitetet formåede at fylde tilhørersalen. Antallet af tilhørere var 136, men havde sandsynligvis været større hvis der havde været plads til flere i salen. Succesen sikrede ham en stilling som lærer i historien ved universitetet.
Han forelæste desuden over statistikken, som dengang betød læren om staternes forfatning, forvaltning og midler. Forelæsningerne omhandlede Danmark-Norges, Sveriges, Rusland, Polen og Tyrkiets statistik og blev udgivet i trykt form som 2. del af Sneedorffs Samlede Værker. Særlig interesserede samtiden sig om Danmarks statistik, især fordi statsbudgettet under enevælden var hemmeligt.
Sneedorffs værker var dog stadig upolerede, og "Anecdoter og psykologiske og moraliserende Bemærkninger er væsentlige Bestanddele".
Men han formåede alligevel at inspirere mange af sine studerende, som for eksempel Henrik Steffens der fik idéer til sine videre filosofiske studier. Selv N.F.S. Grundtvig blev inspireret til sin egen historiske gerning af Sneedorff. Han var dog for ung til at have oplevet hans forelæsninger, i stedet kom inspirationen fra læsningen af de trykte udgaver af dem.
Sneedorff forelæste også over fædrelandets historie, med store partier af Sveriges historie (Samlede Værker, 4. del) men disse præstenterede ikke ny forskning, og var for størstedelens vedkommende baseret på Ludvig Holbergs, Arild Huitfeldts og Sven Lagerbrings ældre historiske værker.

## Den store udlandsrejse
Sneedorff var selv en skarp psykologisk iagttager, ikke mindst når det gjaldt hans egne fordele og fejl, og han indså selv at hans historiske arbejde ville gavnes af ved selvsyn at have set de lande han skrev om. Han ansøgte om, og fik også, orlov og begyndte 30. april 1791 på en rejse der skulle gå igennem Tyskland, Schweiz, Frankrig og England.
Hans hovedformål var at ledsage nogle unge adelsmænd på deres rejse rundt om i Europa. Men Sneedorffs personlige formål var at skærpe sin historiske viden og han forsøgte derfor at besøge alle dele af hvert lands samfundsindretninger. Han opsøgte derfor alle dele af samfundet såsom hoffer, parlamenter, universiteter og andre uddannelsesinstitutioner, biblioteker, fænglser, sindssygehospitaler, historiske mindesmærker, teatre osv. Han korresponderede ivrigt med sine venner samt broderen søofficer Hans Christian Sneedorff, og disse breve blev publiceret i tidsskriftet Minerva. På rejsen gennem Tyskland gjorde selskabet holdt i Göttingen, og Sneedorff var især lykkelig over gensynet med sin tidligere underviser vennen Heyne. Under opholdet i Gotha gjorde selskabet en afstikker til Schnepenthal og besøgte pædagogen Christian Gotthilf Salzmann.
Sneedorffs brevskrivning er, på linje med Jens Baggesens og Andreas Christian Hviids rejseberetninger, noget af det mest levende prosa der blev skrevet i slutningen af 1700-tallet, og han rejste da også i en historisk fortumlet periode. Han bevidnede således den Franske Revolutions tidlige kaotiske år, da han opholdt sig i Frankrig, fortrinsvis Paris, i perioden september 1791- februar 1792.
Sneedorff har i det hele taget leveret værdifulde øjenvidneberetninger fra politiske og kulturelle brændpunkter i samtiden. I Paris overværede han jakobinernes møde og blev selv medlem af feuillantklubben som den eneste udlænding. Han overværede her hvordan jakobinerne i november og december 1791 chikanerede feuillanterne ud af deres lokaler i Feuillant-klosteret. Han fik i starten af 1792 besked fra Danmark om at han skulle forlade Frankrig, muligvis fordi man frygtede for de danske adelsmænds sikkerhed som Sneedorff ledsagede, under den stadig tiltagende voldsomme revolutionære bølge i landet.
Han rejse derefter til England i februar 1792. I London overværede han flere gange møder i Underhuset i Det britiske parlament. Ved første besøg fortæller han at måtte stå i kø i en tætpakket menneskemasse udenfor indgangen i adskillige timer og derefter bestikke dørvogteren, bare for at få en nogenlunde siddeplads til mødet.
Efter at i alt at have brugt 14 timer, på henholdsvis at stå i kø og sidde i en stol, finder han ud af at ingen af de to berømte partiledere Henry Vassall-Fox eller William Pitt den yngre taler i parlamentet den dag. Han fik dog sin nysgerrighed stillet senere, da han overværer debatterne omkring slaveriet, hvor på både Fox og Pitt talte for en øjeblikkelig afskaffelse.
Men på rejsen i England endte hans liv brat, da han i springet fra en løbsk dilligence pådragede sig et slag til hovedet der efter et døgns lidelse forårsagede hans død, kun 32 år gammel.
Historiografen Ellen Jørgensen stiller spørgsmålet om ikke de utallige oplevelser og erfaringer som hans rejsebreve vidner om, ville have styrket hans historiske forskning og forståelse, og få ham til at "naa ud over det 18. Aarhundredes Intellectualisme". Spørgsmålet kan ikke besvares, men hans samtid følte stærkt savnet af Frederik Sneedorff, og hans nære venner såsom den senere biskop Andreas Birch og Suhm skrev begge følelsesladede mindeskrifter over ham. Birch stod senere for udgivelsen af Sneedorffs samlede skrifter.

## Forfatterskab
Frederik Sneedorffs samlede Skrifter (1794-98):
- 1. del : Breve fra Gøttingen og Leipzig i Aarene 1783-86 og Breve paa en Reise igiennem Tydsland, Schweiz, Frankerige og Engeland i Aarene 1791-1792. (1794)
- 2. del : En Indledning til Statistiken og om Europa i Almindelighed og De danske Staters, Sverrigs, Ruslands, Polens, og Tyrkiets Statistik. (1795)
- 3. del (i to bind): Forelæsningerne over de vigtigste Statsrevolutioner i de sidste tre Aarhundreder (1795-1796)
- 4. del (i to bind):Forelæsninger over Fædernelandets Historie i tvende Dele. (1797-1798)

Andre skrifter:
- Quanto doctrina morum Christi præstiterit philosophiæ veterum testamentum / Fridericus Sneedorff ; (resp.) Christiano Hornemann (1781)
- Nogle Breve fra Professor Frederik Sneedorff til Broderen Søofficeren Hans Chr. Sneedorff ; meddelte af C. J. Anker (1896)